# Olasz női labdarúgó-bajnokság (első osztály)
Az olasz női labdarúgó-bajnokság első osztálya a legmagasabb osztály  Olaszországban a női labdarúgást illetően. A bajnokságot hivatalosan 1986 óta rendezik meg.

## A2020–2021-esszezon résztvevői
| Klub           | Város         | Stadion                                      |
| -------------- | ------------- | -------------------------------------------- |
| Empoli         | Empoli        | Centro sportivo Monteboro                    |
| Fiorentina     | Firenze       | Stadio Gino Bozzi                            |
| Florentia      | San Gimignano | Stadio Goffredo Del Buffa (Figline Valdarno) |
| Internazionale | Milánó        | Centro sportivo comunale Sedriano            |
| Juventus       | Torino        | Juventus Training Center                     |
| Milan          | Milánó        | Centro Sportivo Vismara                      |
| Napoli         | Nápoly        | Caduti di Brema                              |
| Pink Bari      | Bitetto       | Stadio Antonio Antonucci                     |
| Roma           | Róma          | Stadio Tre Fontane                           |
| San Marino     | San Marino    | Montegiardino                                |
| Sassuolo       | Sassuolo      | Stadio Enzo Ricci                            |
| Verona         | Verona        | Stadio Aldo Olivieri                         |

## Az eddigi győztesek
- 1968: Genova (FICF), Bologna (UISP)
- 1969: Roma Lido (FICF)
- 1970: Gommagomma Milano (FFIGCF), Real Torino (FICF)
- 1971: Piacenza (FFIGCF), FCF Juventus (FICF)
- 1972: Gamma 3 Padova (FFIUGCF)
- 1973: Gamma 3 Padova (FFIGCF), ACF Milan (FICF)
- 1974: Falchi Astro Montecatini
- 1975: ACF Milan
- 1976: Valdobbiadene
- 1977: Valdobbiadene
- 1978: Jolly Catania
- 1979: Lazio
- 1980: Lazio
- 1981: Alaska Lecce
- 1981-82: Alaska Lecce
- 1982-83: Alaska Lecce
- 1983-84: Alaska Trani
- 1984-85: Sanitas Trani
- 1985-86: Despar Trani
- 1986-87: Lazio
- 1987-88: Lazio
- 1988-89: Giugliano Campania
- 1989-90: Reggiana
- 1990-91: Reggiana
- 1991-92: ACF Milan
- 1992-93: Reggiana
- 1993-94: Sassari Torres Calcio
- 1994-95: Agliana
- 1995-96: Verona Gunther
- 1996-97: Modena Amadio
- 1997-98: Modena Amadio
- 1998-99: ACF Milan
- 1999-00: Sassari Torres Calcio
- 2000-01: Sassari Torres Calcio
- 2001-02: Lazio
- 2002-03: Foroni Verona
- 2003-04: Foroni Verona
- 2004-05: Bardolino
- 2005-06: ASD Fiammamonza
- 2006-07: Bardolino
- 2007-08: Bardolino
- 2008-09: Bardolino
- 2009–10: Torres
- 2010–11: Torres
- 2011–12: Torres
- 2012–13: Torres
- 2013–14: Brescia
- 2014–15: AGSM Verona
- 2015–16: Brescia
- 2016–17: Fiorentina
- 2017–18: Juventus
- 2018–19: Juventus
- 2019–20: Juventus
- 2020–21: Juventus
- 2021–22: Juventus
- 2022–23: Roma
- 2023–24: Roma

- RSSSF.com

## A legsikeresebb klubok
- 7 bajnoki cím
  - ASD Torres Calcio
- 5 bajnoki cím
  - Lazio
  - Juventus
- 4 bajnoki cím
  - ACF Milan
- 3 bajnoki cím
  - Alaska Lecce
  - Bardolino
  - Reggiana
  - Trani
- 2 bajnoki cím
  - Roma
  - Brescia
  - Foroni Verona
  - Modena Amadio
  - Gamma 3 Padova
  - Valdobbiadene
- 1 bajnoki cím
  - Agliana
  - Bologna
  - Giugliano Campania
  - Jolly Catania
  - ASD Fiammamonza
  - Fiorentina
  - Genova
  - Real Juventus
  - Falchi Astro Montecatini
  - Piacenza
  - Real Torino
  - AGSM Verona
  - Verona Gunther
  - Roma Lido

## Gólkirálynők
| Szezon  | Játékos                          | Klub                 | Gól |
| ------- | -------------------------------- | -------------------- | --- |
| 1968    | Edi Provvedi                     | Bologna              | 19  |
| 1969    |                                  |                      |     |
| 1970    |                                  |                      |     |
| 1971    | Elisabetta Vignotto              | Real Juventus        | 51  |
| 1972    | Elisabetta Vignotto              | Gamma 3 Padova       | 56  |
| 1973    | Elisabetta Vignotto              | Gamma 3 Padova       | 25  |
| 1974    | Elisabetta Vignotto              | Gamma 3 Padova       | 24  |
| 1975    | Susy Augustesen                  | Gamma 3 Padova       | 29  |
| 1976    | Susy Augustesen                  | Valdobbiadene        | 28  |
| 1977    | Susy Augustesen                  | Valdobbiadene        | 42  |
| 1978    | Rose Reilly                      | Jolly Catania        | 32  |
| 1979    | Susy Augustesen                  | Conegliano           | 29  |
| 1980    | Elisabetta Vignotto              | Gorgonzola           | 29  |
| 1981    | Rose Reilly                      | Alaska Gelati Veglie | 31  |
| 1982    | Susy Augustesen                  | Flase Cagliari       | 32  |
| 1983    | Susy Augustesen                  | Alaska Lecce         | 31  |
| 1984    | Susy Augustesen                  | Lazio                | 25  |
| 1985    | Carolina Morace                  | Lazio                | 27  |
| 1985–86 | Lene Hansen                      | Despar Trani         | 26  |
| 1986–87 | Susy Augustesen                  | Trani                | 34  |
| 1987–88 | Carolina Morace                  | Lazio                | 40  |
| 1988–89 | Carolina Morace                  | Lazio                | 26  |
| 1989–90 | Carolina Morace                  | Reggiana             | 38  |
| 1990–91 | Carolina Morace                  | Reggiana             | 29  |
| 1991–92 | Carolina Morace                  | ACF Milan            | 31  |
| 1992–93 | Carolina Morace                  | ACF Milan            | 33  |
| 1993–94 | Carolina Morace                  | Torres               | 33  |
| 1994–95 | Carolina Morace                  | Agliana              | 31  |
| 1995–96 | Carolina Morace                  | Verona Gunther       | 39  |
| 1996–97 | Carolina Morace                  | Modena Amadio        | 47  |
| 1997–98 | Carolina Morace                  | Modena Amadio        | 41  |
| 1998–99 | Patrizia Panico                  | Lazio                | 51  |
| 1999–00 | Patrizia Panico                  | Lazio                | 41  |
| 2000–01 | Patrizia Panico                  | Lazio                | 41  |
| 2001–02 | Patrizia Panico                  | Lazio                | 47  |
| 2002–03 | Chiara Gazzoli                   | Foroni Verona        | 54  |
| 2003–04 | Chiara Gazzoli                   | Foroni Verona        | 34  |
| 2004–05 | Valentina Boni Patrizia Panico   | Bardolino Torino     | 32  |
| 2005–06 | Patrizia Panico                  | Torino               | 24  |
| 2006–07 | Patrizia Panico                  | Bardolino            | 21  |
| 2007–08 | Patrizia Panico                  | Bardolino            | 27  |
| 2008–09 | Patrizia Panico                  | Bardolino            | 23  |
| 2009–10 | Paola Brumana                    | Tavagnacco           | 24  |
| 2010–11 | Patrizia Panico Daniela Sabatino | Torres Brescia       | 25  |
| 2011–12 | Patrizia Panico                  | Torres               | 29  |
| 2012–13 | Patrizia Panico                  | Torres               | 35  |
| 2013–14 | Patrizia Panico                  | Torres               | 43  |
| 2014–15 | Patrizia Panico                  | AGSM Verona          | 34  |
| 2015–16 | Valentina Giacinti               | Mozzanica            | 32  |
| 2016–17 | Lana Clelland                    | Tavagnacco           | 23  |
| 2017–18 | Valentina Giacinti               | Brescia              | 21  |
| 2018–19 | Valentina Giacinti               | Milan                | 21  |
| 2019–20 | Cristiana Girelli                | Juventus             | 16  |
| 2020–21 | Cristiana Girelli                | Juventus             | 22  |
| 2021–22 | Daniela Sabatino                 | Fiorentina           | 15  |
| 2022–23 | Tabitha Chawinga                 | Internazionale       | 23  |
| 2023–24 | Evelyne Viens                    | Roma                 | 13  |